# Sebastiano del Piombo
Sebastiano del Piombo (c. 1485 em Veneza – Roma, 21 de junho de 1547) foi um pintor veneziano.
O nome verdadeiro do pintor era Sebastião Luciani, conhecendo-se por Viniziano. Aprendiz em Veneza de Giovanni Bellini e depois de Giorgione, cujo estilo teve forte influência sobre ele, foi para Roma em 1511 chamado pelo banqueiro Agostino Chigi, e em Roma decorou com afrescos a Villa Farnesina. Passou um ano mais em Veneza, de 1528 a 1529 e depois a vida toda em Roma. Na cidade, em 1531, recebeu o título honorífico de Protetor do Selo da Cúria — o pombo ou piombo — origem de seu nome futuro.
Executou principalmente grandes painéis para igrejas em Roma, mas fez alguns retratos. Rafael e Michelangelo se deixaram influenciar por sua obra, marcada pela monumentalidade e vigorosa linguagem formal. Belas peças são sua Transfiguração de Cristo e a Flagelação de Cristo, na capela Borgherini da igreja de San Pietro in Montorio.

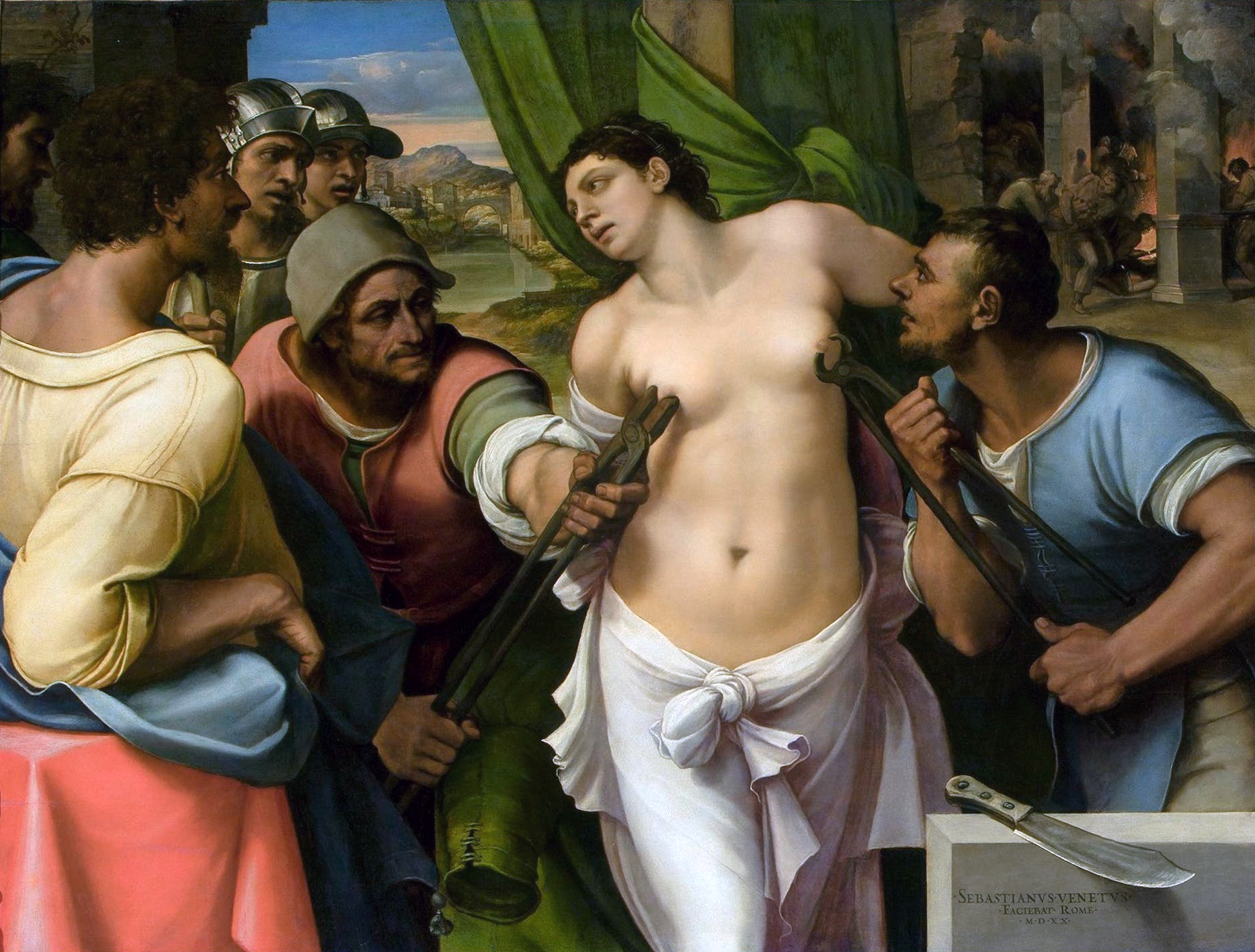
O martírio de Santa Ágata

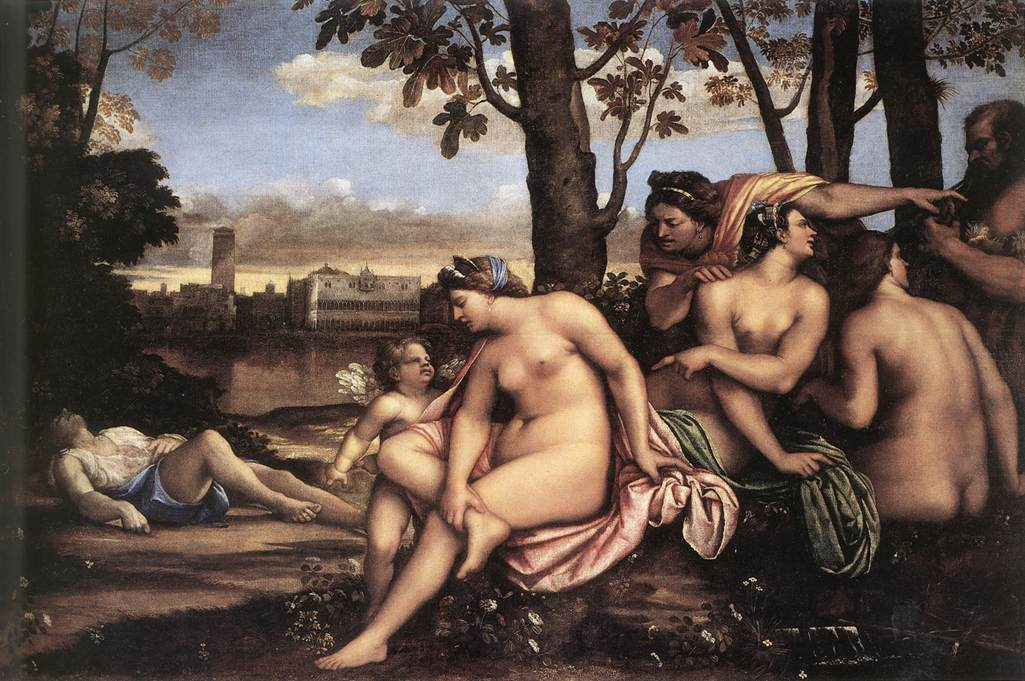
A Morte de Adônis, Galeria Uffizi, Florença

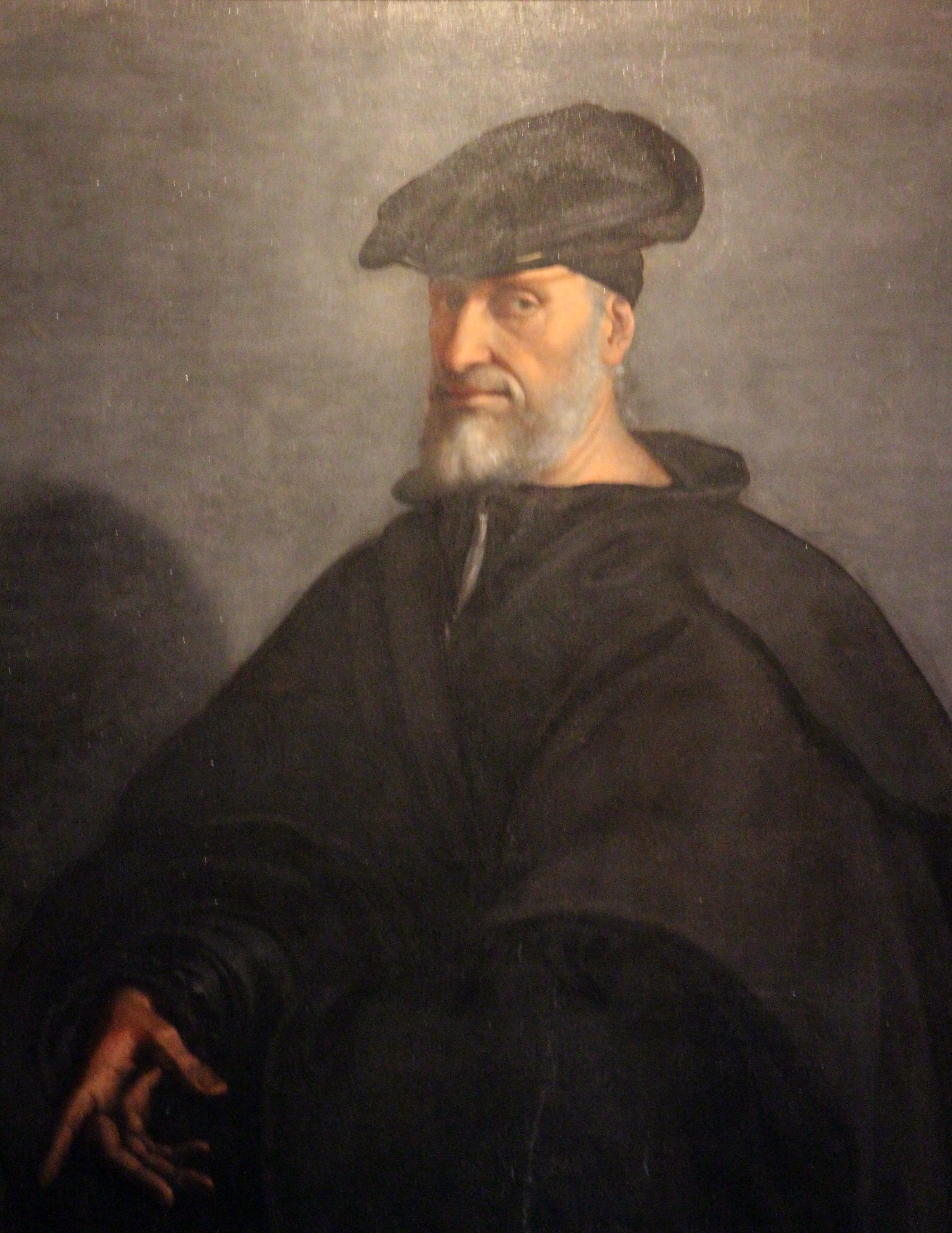
Retrato de Andrea Doria